# ديفان دالاس
ديفان دالاس هو سياسي أمريكي، ولد في 4 مارس 1926 في أوكولونا في الولايات المتحدة، وتوفي في 4 نوفمبر 2016 في بونتوتوك في الولايات المتحدة. انتخب عضو مجلس نواب مسيسيبي ‏.